# Elyssa Davalos
Elyssa Davalos, född 30 maj 1959 i Canoga Park i Los Angeles, Kalifornien, är en amerikansk skådespelare. Davalos har haft roller i en rad TV-serier. Hon spelade Luke Macahans käresta Hillary Gant i Familjen Macahan. Hon har även synts i  Charlies änglar, Betygsjakten, Nattens riddare, MacGyver och Rättvisans män.
Davalos är dotter till Richard Davalos och mor till Alexa Davalos.